# Bataille de La Roche-sur-Yon (1794)
Pour les articles homonymes, voir Bataille de La Roche-sur-Yon.
Guerre de Vendée
Batailles
La deuxième bataille de La Roche-sur-Yon a lieu le 1er mars 1794 lors de la guerre de Vendée. Elle s'achève par la victoire des républicains qui repoussent une attaque des Vendéens contre la ville de La Roche-sur-Yon.

## Prélude
Le 28 février 1794, le général royaliste François Athanase Charette de La Contrie est attaqué aux Lucs-sur-Boulogne par la colonne infernale du général Cordellier. Les Vendéens repoussent l'offensive mais plusieurs centaines de villageois des Lucs, hommes, femmes et enfants, sont massacrés par les républicains. Après avoir repoussé Cordellier sur Legé, Charette abandonne les Lucs et se porte au château du Pont-de-Vie, dans la commune du Poiré-sur-Vie, pour y passer la nuit. Le 1er mars, alors que Cordellier réinvestit les Lucs et commet de nouvelles tueries, Charette lance une attaque contre la petite ville de La Roche-sur-Yon.

## Forces en présence
D'après les mémoires du chef vendéen Lucas de La Championnière, Charette ne dispose alors sous ses ordres que de 1 200 hommes. Martial, le commandant républicain de la garnison de La Roche-sur-Yon, estime quant à lui dans son rapport le nombre des assaillants à 3 000,. Concernant ses propres forces, il n'affirme n'avoir à sa disposition que 1 400 hommes au plus, sans inclure ses postes de 450 hommes. Parmi ceux-ci figurent notamment le 94e régiment d'infanterie et le 4e bataillon de volontaires de la Charente,.

## Déroulement
L'attaque de La Roche-sur-Yon débute à seize heures, au nord du bourg,. Le capitaine Martial fait aussitôt mettre 1 200 hommes en ligne de bataille. D'abord indécis, le combat finit par tourner à l'avantage des républicains,. D'après Lucas de La Championnière, le corps de l'armée vendéenne ouvre le feu par erreur sur l'avant-garde de Louis Guérin. Celle-ci recule alors et provoque la déroute des hommes de Charette. De son côté, Martial affirme qu'après une heure de fusillade, il donne l'ordre au 94e régiment d'infanterie, au 4e bataillon de volontaires de la Charente et à quelques autres détachements de battre la charge et d'attaquer à la baïonnette. Cette manœuvre met alors totalement en fuite les combattants vendéens désorganisés,.

## Pertes
Les pertes vendéennes ne sont pas connues, mais le commandant Martial assure qu'elles sont « considérables ». Concernant ses forces, il affirme ne déplorer que quelques morts et vingt blessés. Lucas de La Championnière rapporte quant à lui que tous les blessés vendéens transportés sur des charrettes sont sabrés par des hussards.

## Conséquences
D'après Lucas de La Championnière, l'armée vendéenne se scinde en deux pendant la déroute, une partie est poursuivie par les patriotes jusqu'à Saint-Sulpice-le-Verdon, au nord de La Roche-sur-Yon, et ne retrouve le groupe de Charette que huit jours plus tard. L'auteur royaliste Le Bouvier-Desmortiers affirme quant à lui que Charette se replie sur Venansault et Maché, à l'ouest de La Roche-sur-Yon, tandis que l'autre groupe est poursuivi par le général Nicolas Haxo. Cependant cette hypothèse est hautement improbable pour l'historien Lionel Dumarcet : Haxo est à Machecoul à la date de ce combat et Lucas de La Championnière ne fait aucune mention de la présence de ce général.
Le 3 mars, les républicains se retirent du bourg de La Roche-sur-Yon, qu'ils incendient derrière eux,.